# Ekspedycja 52
Ekspedycja 52 – 52. wyprawa na Międzynarodową Stację Kosmiczną. Oficjalnie rozpoczęła się 2 czerwca 2017 10:47 UTC, wraz z oddokowaniem Sojuza MS-03. Przeniesienie dowodzenia z ekspedycji 51 zostało wykonane 1 czerwca 2017 r.
Ze względu na decyzję o zmniejszeniu liczby uczestniczących rosyjskich kosmonautów w 2017 r. na Sojuz MS-04 wystrzelono tylko dwóch członków załogi. Całkowitą załogę MSK stanowiło więc pięć osób. Później zdecydowano jednak, że Peggy Whitson pozostanie na pokładzie dłużej, przenosząc się z ekspedycji 51, aby latem, po przybyciu trzech nowych członków do Sojuz MS-05 utrzymać całą załogę w liczbie sześciu astronautów. Ekspedycja 51 oficjalnie zakończyła się 3 września 2017 11:47 UTC, wraz z oddokowaniem Sojuza MS-04.

## Załoga
| Pozycja         | Pierwsza część (Od 1 czerwca do lipca 2017 r.)     | Druga część (Od lipca do września 2017 r.)            |
| --------------- | -------------------------------------------------- | ----------------------------------------------------- |
| Dowódca         | Fiodor Jurczichin, RSA Piąty lot kosmiczny         | Fiodor Jurczichin, RSA Piąty lot kosmiczny            |
| Inżynier lotu 1 | Jack Fischer, NASA Tylko loty kosmiczne            | Jack Fischer, NASA Tylko loty kosmiczne               |
| Inżynier Lotu 2 | Peggy Whitson, NASA Trzeci i ostatni lot kosmiczny | Peggy Whitson, NASA Trzeci i ostatni lot kosmiczny    |
| Inżynier Lotu 3 |                                                    | Randy Bresnik, NASA Drugi lot kosmiczny               |
| Inżynier Lotu 4 |                                                    | Siergiej Riazanski, RSA Drugi i ostatni lot kosmiczny |
| Inżynier Lotu 5 |                                                    | Paolo Nespoli, ESA Trzeci i ostatni lot kosmiczny     |

## Spacery
| EVA # | Spacerowicze | Start (UTC)        | Koniec (UTC)              | Trwanie                   |                   |
| 1.    | Fiodor Jurczichin | Siergiej Riazanski | 17 sierpnia 2017 r. 14:36 | 17 sierpnia 2017 r. 22:10 | 7 godzin 34 minut |
| 1.    | Odzyskano sprzęt eksperymentalny „Restavratsiya” (przywrócenie); wystrzelono 5 nano satelitów, jednym z nich jest satelita Sputnik o nazwie „Zerkalo”, który został wystrzelony z okazji 60. rocznicy oryginalnego Sputnika i narodzin naukowca rakietowego Konstantina Ciołkowskiego; oczyszczono okna w segmencie rosyjskim i zainstalowano pojemniki „Test” na lukach przedziału dokującego Pirs i modułu Poisk, wydobył kasety CKK 9M9 z Zvezda, zainstalowano rozpórki, klucze szczelinowe i poręcze na Zvezda w ramach przygotowań do przybycia Nauka w przyszłości, Zainstalowano tace „Impact” przez silniki Zvezda i sfotografował rufowy koniec Zvezdy i anteny „OHA”, zainstalowano rozpórki, klucze szczelinowe, poręcze i drabiny na Poisk, sfotografowano rosyjski segment. |                    |                           |                           |                   |

## Bezzałogowe loty kosmiczne do ISS
Misje zaopatrzeniowe, które odwiedziły Międzynarodową Stację Kosmiczną podczas wyprawy 52: 
| Statek kosmiczny numer lotu MSK | Kraj              | Misja     | Wyrzutnia  | Start (UTC)                 | Zadokowany / Berthed (UTC) | Oddokowany/ (UTC)            | Czas trwania (zadokowany) | Deorbit             |
| ------------------------------- | ----------------- | --------- | ---------- | --------------------------- | -------------------------- | ---------------------------- | ------------------------- | ------------------- |
| SpaceX CRS-11 - CRS SpX-11      | Stany Zjednoczone | Logistyka | Falcon 9   | 3 czerwca 2017 r., 21:07:17 | 5 czerwca 2017, 16:07      | 3 lipca 2017, 06:41          | 27d 14h 34m               | 3 lipca 2017 r.     |
| Progress MS-06 MSK 67P          | Rosja             | Logistyka | Sojuz-2.1a | 14 czerwca 2017, 09:20:13   | 16 czerwca 2017 r., 11:37  | 28 grudnia 2017 r., 01:03:30 | 194d 13h 26m              | 28 grudnia 2017 r.  |
| SpaceX CRS-12 - CRS SpX-12      | Stany Zjednoczone | Logistyka | Falcon 9   | 14 sierpnia 2017, 16:31:00  | 16 sierpnia 2017, 10:52    | 17 września 2017, 08:40      | 31d 21h 48m               | 17 września 2017 r. |